# Ravensbrück (commune)
Ravensbrück [ʁa:vn̩sˈbʁʏk] est un quartier résidentiel de la ville de Fürstenberg/Havel, au nord de l'État de Brandebourg. Avant d'être incorporée à Fürstenberg le 15 octobre 1950, Ravensbrück était une commune autonome. Sous le Troisième Reich, le camp de concentration de Ravensbrück y fut établi de 1939 à 1945. En 1959 fut inauguré le mémorial de Ravensbrück sur le site d'un ancien camping.

## Géographie
Ravensbrück appartient à la région historique de l'Uckermark et fait partie du territoire du Brandebourg depuis la paix de Wittstock en 1442. Sur le plan hydrographique, Ravensbrück est située dans le Neustrelitzer Kleinseenland (de), dans la région des lacs du Mecklembourg.

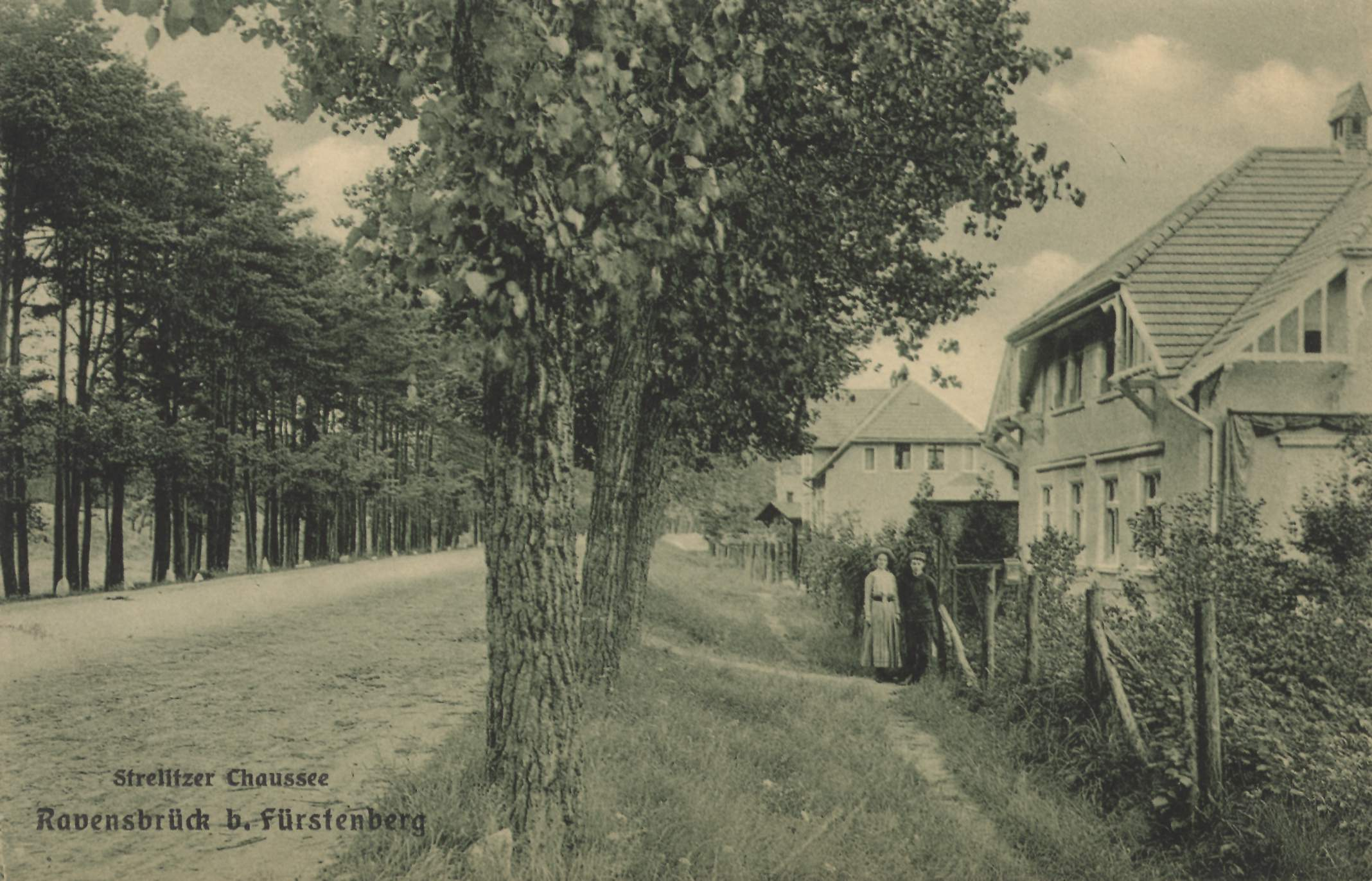
Strelitzer Chaussee, vers 1900.

Ravensbrück est sur la rive nord-ouest du lac Schwedt, au confluent de la rivière Hegenstein. La zone s'étend le long de la partie nord de la rue Unter den Linden et de la partie ouest de la Ravensbrücker Dorfstraße. Le territoire de l'ancienne commune occupe la partie nord du noyau urbain actuel de la ville de Fürstenberg. Il comprend les zones résidentielles de Fürstenberg Forsthaus Altthymen et Neuthymen ainsi que les lacs Großer Schwaberowsee, Thymensee, une partie du Schwedtsee à travers laquelle coule la Havel et quelques lacs plus petits. La frontière entre la commune de Ravensbrück et la zone urbaine d'origine mecklembourgeoise de Fürstenberg, qui existait jusqu'en 1950, s'étendait de Röblinsee le long de la Forststrasse jusqu'àu Schwedtsee.
L'ancienne commune est limitrophe au nord avec la commune de Godendorf en Mecklembourg-Poméranie-Occidentale et le district de Fürstenberg d'Altthymen, à l'est avec la commune de Wokuhl-Dabelow en Mecklembourg-Poméranie occidentale et avec le quartier de Himmelpfort, au sud avec la zone urbaine d'origine de Fürstenberg et à l'ouest avec le quartier de Steinförde et la commune de Priepert dans le Mecklembourg-Poméranie occidentale.
Aujourd'hui, la zone est accessible en vélo via la piste cyclable Berlin-Copenhague.

## Histoire

### Moyen Âge et début des temps modernes
Le lieu est mentionné pour la première fois par écrit en 1273, lorsque la ville de Lychen obtient le droit de douane « jusque le pont de Raves devant Furstenberg ». Le nom est mentionné pour la première fois par écrit sous sa forme actuelle en 1679. Ravensbrück est situé sur le territoire du village de Garlin, propriété du monastère de Himmelpfort en 1299.
Avant 1727, le seigneur de Badingen et de Himmelpfort, qui possédait en fief les biens sécularisés du monastère depuis le XVIe siècle, fait aménager la métairie de Ravensbrück avec une brasserie, une auberge et des maisons d'habitation. En 1727, le fief de Ravensbrück et le reste de la seigneurie de Badingen et de Himmelpfort revienent au prince-électeur de Brandebourg et font dès lors partie de l'office de Badingen. En 1752-53, un village-rue est créé sur le chemin de Fürstenberg pour les colons venus du Mecklembourg. Entre 1769 et 1837 s'y trouve un four à poix.

### Histoire récente

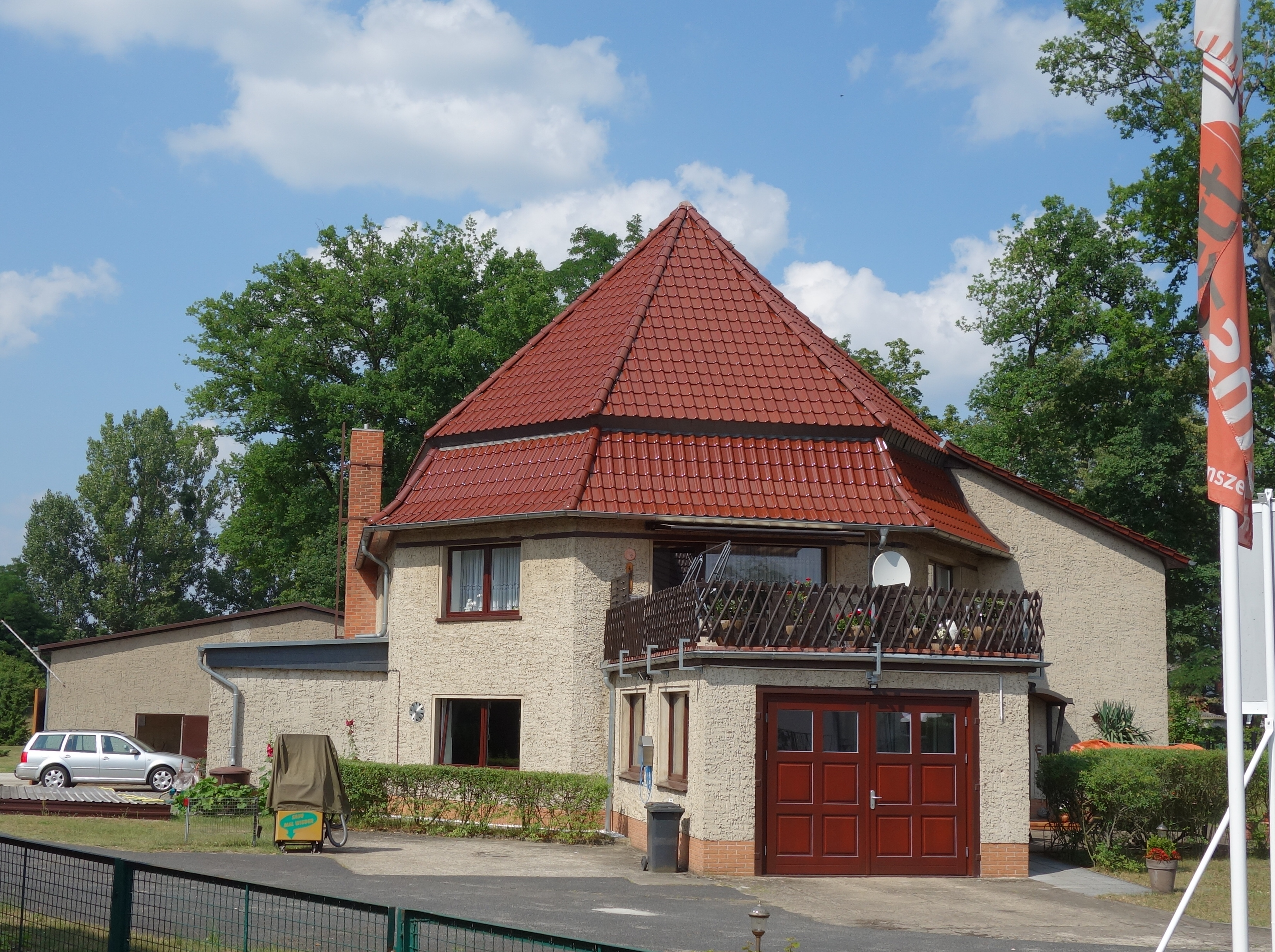
L'église, devenue une habitation.

Vers 1800, le village des colons atteint les remparts de Fürstenberg et comprend 40 maisons ; on dénombre 20 bateliers sur la Havel. En 1815, le bureau de Badingen est dissous et Ravensbrück est alors subordonné au bureau de Zehdenick jusqu'à sa dissolution en 1872. Au cours des réformes prussiennes, Ravensbrück est passé du Uckermärkischer Kreis au nouveau district de Templin dans la province de Brandebourg en 1816-18. À partir de 1826, des foires ont lieu deux fois par an à la frontière entre le Ravensbrück prussien et la ville de Fürstenberg, qui appartient au Grand-duché de Mecklembourg-Strelitz, où les artisans brandebourgeois vendent leurs marchandises à la population rurale du Mecklembourg. Ces marchés ont existé au moins jusqu'à l'abolition de la frontière douanière en 1867. Un four à chaux est construit en 1872. Le ligne de Berlin à Stralsund traverse la région de Ravensbrück depuis 1877 et le chemin de fer Britz-Fürstenberg depuis 1899, initialement sans gare propre à la ville.
Au plus tard en 1900, le village forme la communauté rurale de Ravensbrück avec une superficie de 85 habitants/ha[pas clair]. On a aussi un district de domaine d'une superficie de 238/ha[pas clair]. Il y a aussi une loge forestière à Ravensbrück dans le domaine de Neuthymen Forst. La communauté rurale et les manoirs relèvent du district de Neuthymen. Sur le plan ecclésiastique, Ravensbrück appartient à l'Église protestante de l'Union prussienne. Depuis 1900, le lieu de culte responsable est à quelque sept kilomètres de l'église d'Altthymen. Afin d'empêcher les habitants de Ravensbrück de visiter l'église luthérienne mecklembourgeoise la plus proche de Fürstenberg, une église séparée est construite à Ravensbrück en 1907-08. L'architecte en est Georg Büttner qui conçoit une nef en forme d'octogone irrégulier avec un toit mansardé en croupe, une tour et un chœur. L'église de Ravensbrück est une église fille de Rutenberg depuis 1912 et de Himmelpfort depuis 1916. Plus tard, mais pas avant 1950, l'église est désaffectée puis utilisée comme bâtiment résidentiel.

### République de Weimar et national-socialisme

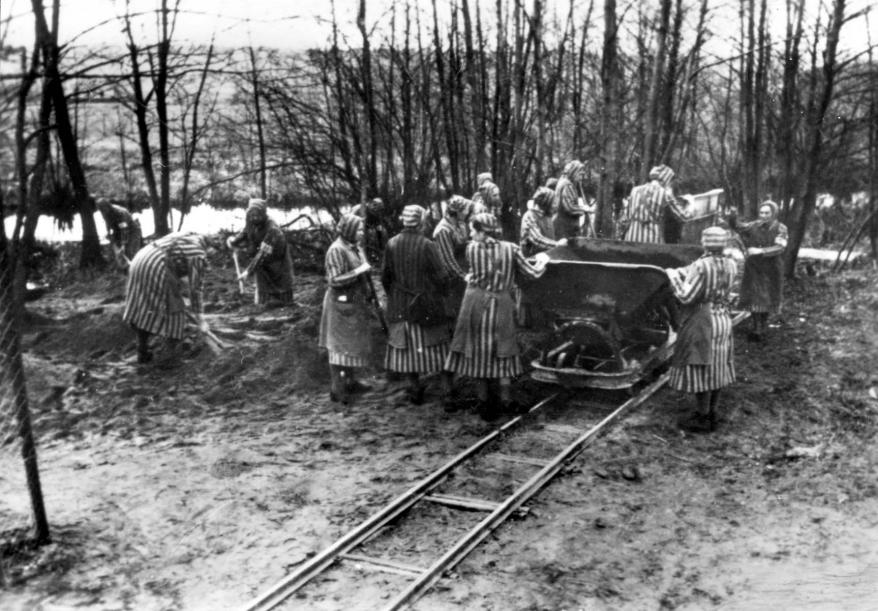
Travailleuses forcées dans le camp de concentration de Ravensbrück.

Au plus tard depuis la Première Guerre mondiale, Ravensbrück entretient des liens économiques étroits avec Fürstenberg. Vers 1924, la Märkische Kraftfahrzeugfabrik Carl Knöllner, fabrique de véhicules, existe à Ravensbrück. Le district immobilier de Ravensbrück est intégré à la commune de Ravensbrück en 1928. En 1929, une partie du domaine Neuthymen Forst est transférée à Ravensbrück. En 1931, la commune comprend les zones résidentielles Oberförstereigehöft Neuthymen, Bahnmeistereigehöft Ravensbrück, Forsthaus Altthymen et Forsthaus Ravensbrück. La même année, la commune a une superficie de 289 ha. En 1936, un embranchement de la ligne ferroviaire Britz – Fürstenberg vers un ferry ferroviaire traversant la Havel entre Ravensbrück (quai nord) et Fürstenberg (quai sud) est mis en service. La Reichsstrasse 96 (aujourd'hui route fédérale 96) traverse Ravensbrück au plus tard depuis 1937. En 1942, Ravensbrück est doté d'une gare sur la ligne ferroviaire Britz-Fürstenberg.
En 1938-39, la Schutzstaffel (SS) construit le camp de concentration de Ravensbrück (KZ Ravensbrück) sur la rive nord-est du lac Schwedt : c'est le plus grand camp de concentration pour femmes du Troisième Reich. En conséquence, un lotissement pour les gardes SS et des installations de production où les prisonniers effectuent du travail forcé sont édifiés. En 1941, un camp pour hommes est ajouté. En 1942, le camp de concentration d'Uckermark est construit à proximité immédiate comme camp de concentration pour jeunes filles et jeunes femmes, tout comme le camp Siemens de Ravensbrück. Le 30 avril 1945, l'Armée rouge libère les derniers détenus du camp de concentration. Le nombre de morts dans le camp de Ravensbrück est évalué entre 25 000 et 40 000 personnes.

### Zone d'occupation soviétique et RDA

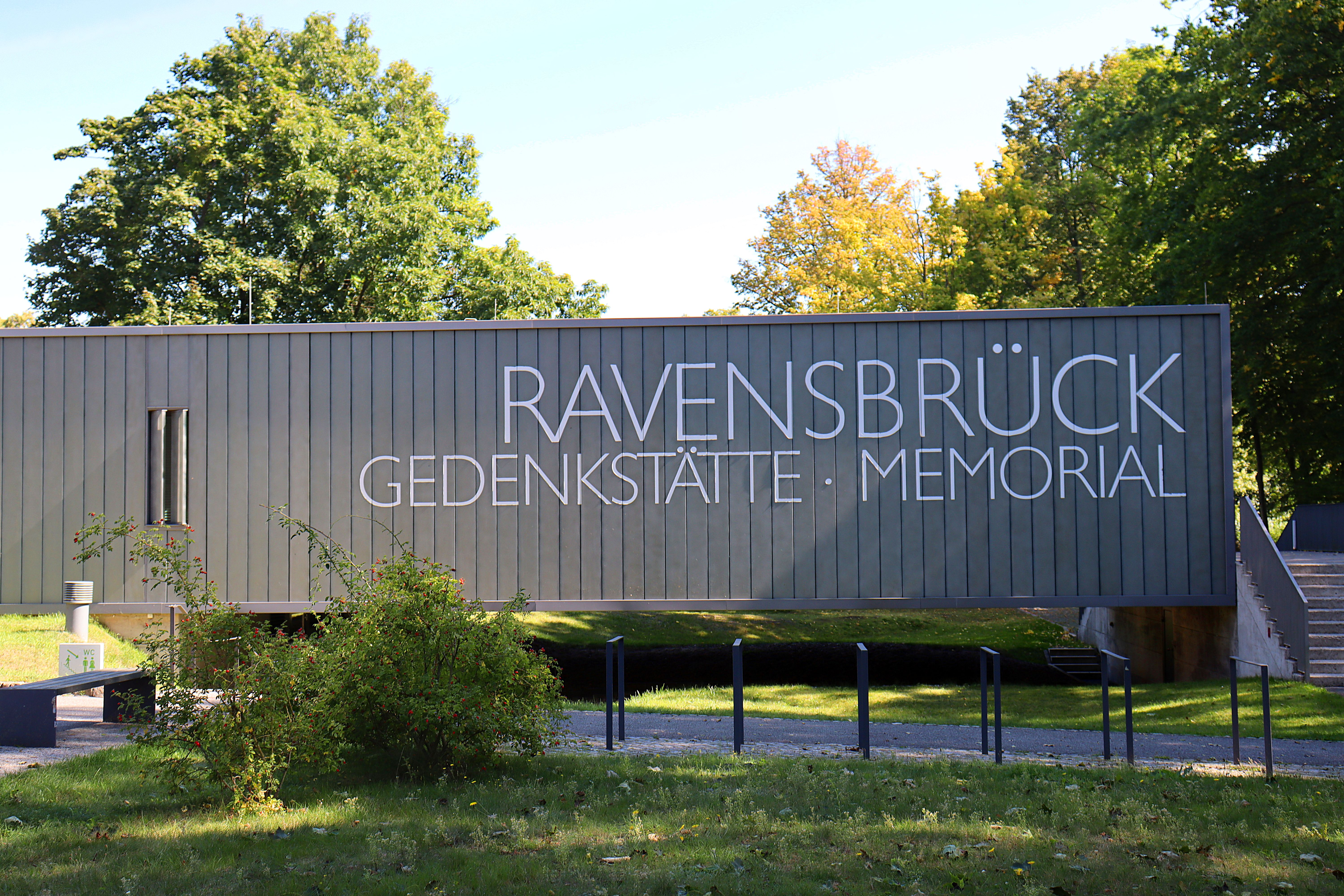
Mémorial, accueil des visiteurs.

À partir de 1945, le groupement des troupes d'occupation soviétiques en Allemagne utilise en partie l'ancien site des camps de concentration et le lotissement SS comme garnison. Dans le cadre de la réforme agraire de la zone d'occupation soviétique en 1948, une superficie de 157 ha est expropriée et divisée.
Le 15 octobre 1950, la commune de Ravensbrück avec ses 1 078 habitants est incorporée à la ville de Fürstenberg.
Lors de l'incorporation, un différend éclate sur le futur nom de Fürstenberg. Lors des négociations sur l'incorporation, la ville et la commune décide de changer le nom en Fürstenberg-Ravensbrück. Cependant, cela n’est pas été mis en œuvre. Le ministère de l'Intérieur du Brandebourg insiste pour que le nom de Ravensbrück soit conservé comme mémorial. En janvier 1951, le conseil municipal de Fürstenberg décide de renommer la ville Ravensbrück. Une collecte de signatures contre le changement de nom est alors lancée dans la ville, à laquelle participent 3 185 des 7 660 habitants. En décembre 1951, le changement de nom est finalement abandonné.
En 1959, le mémorial de Ravensbrück est érigé sur une partie de l'ancien camp de concentration. Jusqu'en 1971 au moins, Ravensbrück était un quartier officiel de Fürstenberg.
En 1989-90 s'y trouve encore la 118e Brigade de Sécurité Matérielle (Brigade d'Approvisionnement) et le 60e Régiment de fusiliers motorisés (bannière rouge) du Groupement des forces armées soviétiques en Allemagne.

### Allemagne réunifiée
En 1993-94, les anciennes troupes soviétiques devenues russes se retirent de Ravensbrück. La gare de Ravensbrück est fermée en 1996. En 2002, l'auberge de jeunesse de Ravensbrück est ouverte dans l'ancien lotissement SS et sert de lieu de rencontre international pour la jeunesse.

### Développement démographique
Le tableau suivant montre l'évolution de la population de la commune de Ravensbrück entre 1875 et 1950 : 
| Année | Date limite | Population |
| ----- | ----------- | ---------- |
| 1875  | 1er déc.    | 466        |
| 1890  | 1er déc.    | 509        |
| 1910  | 1er déc.    | 622        |
| 1925  | 16 juin     | 771        |
| 1933  | 16 juin     | 764        |
| 1939  | 17 mai      | 783        |
| 1946  | 29 oct.     | 937        |
| 1950  | 31 août     | 1078       |

## Personnalités
Les prisonniers et le personnel du camp de concentration de Ravensbrück se trouvent respectivement dans la Catégorie:Déporté à Ravensbrück et dans la Catégorie:Personnel du camp de concentration de Ravensbrück.